# Molophilus (Molophilus) daimio
Molophilus (Molophilus) daimio is een tweevleugelige uit de familie steltmuggen (Limoniidae). De soort komt voor in het Palearctisch gebied.